# Europese kampioenschappen bobsleeën en skeleton
De Europese kampioenschappen bobsleeën en skeleton, georganiseerd onder auspiciën van de Internationale Bobslee- en Skeletonfederatie, bestaan uit de bobslee onderdelen tweemansbob voor mannen, voor het eerst in 1929 en pas vervolgd vanaf 1965, de viermansbob voor mannen sinds 1967, de tweemansbob voor vrouwen sinds 2004 en de monobob voor vrouwen sinds 2022 en de skeleton onderdelen voor mannen sinds 1981 en vrouwen sinds 2003. De wedstrijden vinden doorgaans eind januari of begin februari plaats. De laatste  jaren als onderdeel van een van de wedstrijden in de Wereldbeker bobsleeën en -skeleton, waarbij de resultaten van de niet-Europese deelnemers uit de uitslag worden genomen voor de eindklassering van het EK.
De eerste Europese kampioenen in het bobsleeën werden de Nederlanders Eddie van de Pol en Piet Metzelaar. In de tweemansbob voor vrouwen behaalden hun landgenoten Ilse Broeders en Jeanette Pennings brons in 2005 en Esme Kamphuis en Judith Vis brons in 2011 en 2014. Op het zelfde onderdeel behaalden Elfje Willemsen en Sophie Vercruyssen de enige medaille namens België, zij wonnen in 2016 de zilveren medaille. De Nederlander Bror van der Zijde behaalde in 2015 brons als remmer van de Zwitserse piloot Rico Peter in de tweemansbob voor mannen. 
In het skeleton behaalde Kimberley Bos in 2022 met de Europese titel de eerste medaille voor Nederland in deze tak van sport, in 2025 voegde ze er een bronzen medaille aan toe. Kim Meylemans behaalde voor België in 2024 de eerste medaille, ze deed dit met de Europese titel.

## Bobsleeën

### Tweemansbob (m)
| Jaar | Locatie                | Goud                                                                       | Zilver                                                                    | Brons                                                            |
| ---- | ---------------------- | -------------------------------------------------------------------------- | ------------------------------------------------------------------------- | ---------------------------------------------------------------- |
| 1929 | Davos                  | Nederland Eddie van de Pol Piet Metzelaar                                  | Duitsland M. Volk H. Strelin                                              | Verenigd Koninkrijk B.A.J. Qutram C.M. Qutram                    |
|      |                        |                                                                            |                                                                           |                                                                  |
| 1965 | Cortina d'Ampezzo      | Oostenrijk Erwin Thaler Adolf Koxeder                                      | Italië Erwin Moser Enzo Pierini                                           | Italië Angelo Frigerio Sergio Mocelli                            |
| 1966 | Garmisch-Partenkirchen | Oostenrijk Erwin Thaler Adolf Koxeder                                      | Oostenrijk Manfred Hofer Karl Pichler                                     | Frankrijk Anton Pensberger Helmut Wurzer                         |
| 1967 | Igls                   | Oostenrijk Erwin Thaler Reinhold Durnthaler                                | Roemenië Ion Panțuru Nicolae Naegoe                                       | West-Duitsland Wolfgang Zimmerer Peter Utzschneider              |
| 1968 | Sankt Moritz           | West-Duitsland Wolfgang Zimmerer Peter Utzschneider                        | Verenigd Koninkrijk Patrick Evely Toni Fields                             | Verenigd Koninkrijk John Blockey Mike Freeman                    |
| 1969 | Cervinia               | Oostenrijk Erwin Thaler Reinhold Durnthaler                                | Roemenië Ion Panțuru Dumitru Focşeneanu                                   | Italië Bruno Servadei Andrea Clemente                            |
| 1970 | Cortina d'Ampezzo      | Italië Gianfranco Gaspari Mario Armano                                     | Duitsland Horst Floth Pepi Bader                                          | West-Duitsland Wolfgang Zimmerer Peter Utzschneider              |
| 1971 | Königssee              | Duitsland Horst Floth Pepi Bader                                           | Zwitserland Hans Candrian Peter Schärer                                   | West-Duitsland Wolfgang Zimmerer Peter Utzschneider              |
| 1972 | Sankt Moritz           | West-Duitsland Wolfgang Zimmerer Peter Utzschneider                        | Frankrijk Horst Floth Pepi Bader                                          | Zwitserland Jean Wicki Edy Hubacher                              |
| 1973 | Cervinia               | West-Duitsland Wolfgang Zimmerer Peter Utzschneider                        | Frankrijk Horst Floth Willi Holdorf                                       | Oostenrijk Walter Delle Karth Fritz Sperling                     |
|      |                        |                                                                            |                                                                           |                                                                  |
| 1976 | Sankt Moritz           | Zwitserland Erich Schärer Peter Schärer                                    | West-Duitsland Stefan Gaisreiter Donat Ertel                              | Zwitserland Fritz Lüdi Karl Häseli                               |
|      |                        |                                                                            |                                                                           |                                                                  |
| 1978 | Igls                   | Duitse Democratische Republiek Horst Schönau Harald Seifert                | Duitse Democratische Republiek Bernhard Germeshausen Hans-Jürgen Gerhardt | Duitse Democratische Republiek Bernhard Lehmann Matthias Trübner |
| 1979 | Winterberg             | Duitse Democratische Republiek Bernhard Germeshausen Hans-Jürgen Gerhardt  | Zwitserland Erich Schärer Ulrich Bächli                                   | Duitse Democratische Republiek Meinhard Nehmer Bogdan Musiol     |
| 1980 | Sankt Moritz           | Zwitserland Hans Hiltebrand Walter Rahm                                    | Duitse Democratische Republiek Bernhard Germeshausen Hans-Jürgen Gerhardt | Zwitserland Erich Schärer Ulrich Bächli                          |
| 1981 | Igls                   | Zwitserland Hans Hiltebrand Walter Rahm                                    | Duitse Democratische Republiek Bernhard Germeshausen Hans-Jürgen Gerhardt | West-Duitsland Wolfgang Eidenschink Andreas Geiger               |
| 1982 | Cortina d'Ampezzo      | Zwitserland Erich Schärer Max Rüegg                                        | Duitse Democratische Republiek Horst Schönau Andreas Kirchner             | Zwitserland Hans Hiltebrand Ulrich Bächli                        |
| 1983 | Sarajevo               | Duitse Democratische Republiek Bernhard Lehmann Bogdan Musiol              | Duitse Democratische Republiek Bernhard Germeshausen Hans-Jürgen Gerhardt | Zwitserland Ralph Pichler Urs Leuthold                           |
| 1984 | Igls                   | Sovjet-Unie Jānis Ķipurs Aivars Šnepsts                                    | Duitse Democratische Republiek Detlef Richter Dietmar Jerke               | Sovjet-Unie Zintis Ekmanis Vladimir Aleksandrov                  |
| 1985 | Sankt Moritz           | Sovjet-Unie Zintis Ekmanis Vladimir Aleksandrov                            | Duitse Democratische Republiek Wolfgang Hoppe Dietmar Schauerhammer       | Zwitserland Hans Hiltebrand Meinhard Müller                      |
| 1986 | Igls                   | Duitse Democratische Republiek Wolfgang Hoppe Dietmar Schauerhammer        | Duitse Democratische Republiek Bernhard Lehmann Bogdan Musiol             | Duitse Democratische Republiek Detlef Richter Steffen Grummt     |
| 1987 | Cervinia               | Duitse Democratische Republiek Wolfgang Hoppe Dietmar Schauerhammer        | Sovjet-Unie Jānis Ķipurs Vladimir Aleksandrov                             | Zwitserland Gustav Weder Bruno Gerber                            |
| 1988 | Sarajevo               | Duitse Democratische Republiek Volker Dietrich Peter Förster Heiko Querner | Zwitserland Nico Baracchi Donat Acklin                                    | Sovjet-Unie Vyacheslav Savlev Alexei Golowin                     |
| 1989 | Winterberg             | Zwitserland Gustav Weder Bruno Gerber                                      | Duitse Democratische Republiek Wolfgang Hoppe Bogdan Musiol               | West-Duitsland Rudi Lochner Markus Zimmermann                    |
| 1990 | Igls                   | Zwitserland Gustav Weder Curdin Morell                                     | Sovjet-Unie Zintis Ekmanis Juris Tone                                     | Sovjet-Unie Māris Poikāns Andrei Gorochow                        |
| 1991 | Cervinia               | Zwitserland Gustav Weder Bruno Gerber                                      | Zwitserland Volker Dietrich Peer Joechel                                  | Italië Günther Huber Stefano Ticci                               |
| 1992 | Königssee              | Zwitserland Gustav Weder Donat Acklin                                      | Duitsland Christoph Langen Günther Eger                                   | Duitsland Sepp Dostthaler Mike Sehr                              |
| 1993 | Sankt Moritz           | Zwitserland Gustav Weder Donat Acklin                                      | Zwitserland Celest Poltera Marco Battaglia                                | Duitsland Sepp Dostthaler Mike Sehr                              |
| 1994 | La Plagne              | Duitsland Christoph Langen Peer Joechel                                    | Italië Günther Huber Stefano Ticci                                        | Zwitserland Gustav Weder Donat Acklin                            |
| 1995 | Altenberg              | Duitsland Christoph Langen Kai-Uwe Kohlert                                 | Duitsland René Spies Sven Peter                                           | Zwitserland Reto Götschi Guido Acklin                            |
| 1996 | Sankt Moritz           | Duitsland Christoph Langen Olaf Hampel                                     | Zwitserland Reto Götschi Guido Acklin                                     | Duitsland Sepp Dostthaler Thomas Platzer                         |
| 1997 | Königssee              | Italië Günther Huber Antonio Tartaglia                                     | Duitsland Sepp Dostthaler Thomas Platzer                                  | Zwitserland Reto Götschi Guido Acklin                            |
| 1998 | Igls                   | Zwitserland Reto Götschi Guido Acklin                                      | Duitsland Christoph Langen Olaf Hampel                                    | Italië Günther Huber Antonio Tartaglia                           |
| 1999 | Winterberg             | Zwitserland Reto Götschi Guido Acklin                                      | Zwitserland Christian Reich Urs Aeberhard                                 | Duitsland Sepp Dostthaler Olaf Hampel                            |
| 2000 | Cortina d'Ampezzo      | Duitsland André Lange René Hoppe                                           | Italië Günther Huber Ubaldo Ranzi                                         | Duitsland Christoph Langen Markus Zimmermann                     |
| 2001 | Königssee              | Duitsland Christoph Langen Markus Zimmermann                               | Zwitserland Christian Reich Steve Anderhub                                | Duitsland René Spies Franz Sagmeister                            |
| 2002 | Cortina d'Ampezzo      | Zwitserland Christian Reich Steve Anderhub                                 | Duitsland André Lange Kevin Kuske                                         | Zwitserland Martin Annen Beat Hefti                              |
| 2003 | Winterberg             | Duitsland René Spies Marco Jakobs                                          | Duitsland André Lange Kevin Kuske                                         | Zwitserland Ralph Rüegg Beat Hefti                               |
| 2004 | Sankt Moritz           | Duitsland Christoph Langen Christoph Heyder                                | Zwitserland Ivo Rüegg Beat Hefti                                          | Duitsland André Lange Kevin Kuske                                |
| 2005 | Altenberg              | Duitsland André Lange Martin Putze                                         | Duitsland René Spies Franz Sagmeister                                     | Zwitserland Martin Annen Beat Hefti                              |
| 2006 | Sankt Moritz           | Duitsland André Lange Kevin Kuske                                          | Zwitserland Ivo Rüegg Cédric Grand                                        | Zwitserland Martin Annen Beat Hefti                              |
| 2007 | Cortina d'Ampezzo      | Tsjechië Ivo Danilevič Roman Gomola                                        | Zwitserland Ivo Rüegg Cédric Grand                                        | Duitsland André Lange Kevin Kuske                                |
| 2008 | Cesena                 | Rusland Aleksandr Zoebkov Aleksej Vojevoda                                 | Duitsland André Lange Kevin Kuske                                         | Italië Simone Bertazzo Samuele Romanini                          |
| 2009 | Sankt Moritz           | Duitsland André Lange Martin Putze                                         | Zwitserland Beat Hefti Thomas Lamparter                                   | Duitsland Thomas Florschütz Marc Kühne                           |
| 2010 | Igls                   | Zwitserland Beat Hefti Thomas Lamparter                                    | Duitsland André Lange Kevin Kuske                                         | Zwitserland Daniel Schmid Jürg Egger                             |
| 2011 | Winterberg             | Rusland Aleksandr Zoebkov Aleksej Vojevoda                                 | Duitsland Thomas Florschütz Kevin Kuske                                   | Duitsland Karl Angerer Alexander Mann                            |
| 2012 | Altenberg              | Duitsland Thomas Florschütz Kevin Kuske                                    | Duitsland Maximilian Arndt Marko Hübenbecker                              | Zwitserland Beat Hefti Thomas Lamparter                          |
| 2013 | Igls                   | Zwitserland Beat Hefti Thomas Lamparter                                    | Duitsland Thomas Florschütz Kevin Kuske                                   | Duitsland Francesco Friedrich Jannis Baecker                     |
| 2014 | Königssee              | Zwitserland Beat Hefti Alex Baumann                                        | Zwitserland Rico Peter Thomas Lamparter                                   | Duitsland Thomas Florschütz Kevin Kuske                          |
| 2015 | La Plagne              | Duitsland Francesco Friedrich Martin Grothkopp                             | Letland Oskars Melbārdis Daumants Dreiškens                               | Zwitserland Rico Peter Bror van der Zijde                        |
| 2016 | Sankt Moritz           | Zwitserland Beat Hefti Alex Baumann                                        | Duitsland Nico Walther Christian Poser                                    | Duitsland Maximilian Arndt Kevin Kuske                           |
| 2017 | Winterberg             | Duitsland Francesco Friedrich Thorsten Margis                              | Duitsland Johannes Lochner Joshua Bluhm                                   | Letland Oskars Ķibermanis Matīss Miknis                          |
| 2018 | Igls                   | Duitsland Francesco Friedrich Thorsten Margis                              | Zwitserland Clemens Bracher Michael Kuonen                                | Duitsland Johannes Lochner Joshua Bluhm                          |
| 2019 | Königssee              | Duitsland Francesco Friedrich Martin Grothkopp                             | Duitsland Johannes Lochner Christian Rasp                                 | Frankrijk Romain Heinrich Dorian Hauterville                     |
| 2020 | Sigulda                | Letland Oskars Ķibermanis Matīss Miknis                                    | Zwitserland Simon Friedli Gregory Jones                                   | Duitsland Christoph Hafer Christian Hammers                      |
| 2021 | Winterberg             | Duitsland Francesco Friedrich Thorsten Margis                              | Duitsland Johannes Lochner Eric Franke                                    | Oostenrijk Benjamin Maier Markus Sammer                          |
| 2022 | Sankt Moritz           | Duitsland Francesco Friedrich Thorsten Margis                              | Duitsland Johannes Lochner Florian Bauer                                  | Rusland Rostislav Gajtjoekevitsj Michail Mordazov                |
| 2023 | Altenberg              | Duitsland Johannes Lochner Eric Bruckert                                   | Zwitserland Michael Vogt Sandro Michel                                    | Duitsland Francesco Friedrich Alexander Schüller                 |
| 2024 | Sigulda                | Duitsland Adam Ammour Issam Ammour                                         | Zwitserland Michael Vogt Sandro Michel                                    | Duitsland Johannes Lochner Eric Bruckert                         |
| 2025 | Lillehammer            | Duitsland Francesco Friedrich Alexander Schüller                           | Duitsland Johannes Lochner Georg Fleischhauer                             | Verenigd Koninkrijk Brad Hall Taylor Lawrence                    |

#### Medaillespiegel
| #      | Land                           | Goud | Zilver | Brons | Totaal |
| ------ | ------------------------------ | ---- | ------ | ----- | ------ |
| 01     | Duitsland                      | 20   | 20     | 17    | 57     |
| 02     | Zwitserland                    | 16   | 16     | 17    | 49     |
| 03     | Duitse Democratische Republiek | 06   | 09     | 03    | 18     |
| 04     | West-Duitsland                 | 04   | 04     | 06    | 16     |
| 05     | Oostenrijk                     | 04   | 01     | 02    | 07     |
| 06     | Italië                         | 02   | 03     | 05    | 10     |
| 07     | Sovjet-Unie                    | 02   | 02     | 03    | 07     |
| 08     | Rusland                        | 02   | 0      | 01    | 03     |
| 09     | Letland                        | 01   | 01     | 01    | 03     |
| 10     | Nederland                      | 01   | 0      | 0     | 01     |
| 0”     | Tsjechië                       | 01   | 0      | 0     | 01     |
| 12     | Roemenië                       | 0    | 02     | 0     | 02     |
| 13     | Verenigd Koninkrijk            | 0    | 01     | 03    | 04     |
| 14     | Frankrijk                      | 0    | 0      | 01    | 01     |
| Totaal | Totaal                         | 59   | 59     | 59    | 177    |

### Viermansbob (m)
| Jaar | Locatie           | Goud | Zilver | Brons |
| ---- | ----------------- | --- | --- | --- |
| 1967 | Igls              | Roemenië Ion Panțuru Nicolae Neagoe Petre Hristovici Gheorghe Maftei                                     | Oostenrijk Erwin Thaler Reinhold Durnthaler Herbert Gruber Adolf Koxeder                                                                         | West-Duitsland Franz Wörmann Hubert Braun Klaus Ostler Josef Gerg                                                                                   |
| 1968 | Sankt Moritz      | Zwitserland Jean Wicki Hans Candrian Willi Hofmann Walter Graf                                           | Roemenië Ion Panțuru Petre Hristovici Nicolae Neagoe Gheorghe Maftei                                                                             | Verenigd Koninkrijk John Blockey Timothy Thorn John Brown Mike Freeman                                                                              |
| 1969 | Cervinia          | Italië Alberto Frigo Gino Basuino Antonio Brancaccio Luciano De Paolis                                   | Roemenië Ion Panțuru Dumitru Focşeneanu Raimond Ţancov Nicolae Neagoe                                                                            | West-Duitsland Herbert Pitka Leonhard Samm Hermann Pschorr Franz Frey                                                                               |
| 1970 | Cortina d'Ampezzo | West-Duitsland Wolfgang Zimmerer Stefan Gaisreiter Walter Steinbauer Peter Utzschneider                  | Spanje Eugenio Baturone Julio Satorre José Manuel Pérez Guillermo Rosal                                                                          | Roemenië Ion Panțuru Nicolae Neagoe Dumitru Pascu Ion Zangor                                                                                        |
| 1971 | Igls              | Roemenië Ion Panțuru Ion Zangor Dumitru Pascu Dumitru Focşeneanu                                         | West-Duitsland Wolfgang Zimmerer Stefan Gaisreiter Walter Steinbauer Peter Utzschneider                                                          | West-Duitsland Horst Floth Donat Ertel Jan Thölke Pepi Bader                                                                                        |
| 1972 | Sankt Moritz      | Zwitserland Hansruedi Müller Herbert Ott Rudolf Born Hans Hiltebrand                                     | West-Duitsland Herbert Pitka Hermann Pschorr Helmut Wurzer Franz Frey                                                                            | Oostenrijk Werner Delle Karth Fritz Sperling Walter Delle Karth jr. Werner Moser                                                                    |
| 1973 | Cervinia          | West-Duitsland Wolfgang Zimmerer Peter Utzschneider Stefan Gaisreiter Fritz Ohlwärter                    | Zwitserland Fritz Lüdi Thomas Hagen Ferdi Müller Karl Häseli                                                                                     | Zwitserland René Stadler Werner Camichel Erich Schärer Peter Schärer                                                                                |
|      |                   | | | |
| 1976 | Sankt Moritz      | West-Duitsland Stefan Gaisreiter Hans Wagner Donat Ertel Walter Gillik                                   | West-Duitsland Wolfgang Zimmerer Peter Utzschneider Bodo Bittner Manfred Schumann                                                                | Zwitserland Erich Schärer Peter Schärer Werner Camichel Josef Benz                                                                                  |
|      |                   | | | |
| 1978 | Igls              | Oostenrijk Fritz Sperling Franz Köfel Franz Rednack Walter Köck                                          | Duitse Democratische Republiek Meinhard Nehmer Hans-Jürgen Gerhardt Bernhard Germeshausen Raimund Bethge                                         | Duitse Democratische Republiek Horst Schönau Horst Bernhardt Harald Seifert Bogdan Musiol                                                           |
| 1979 | Winterberg        | Duitse Democratische Republiek Meinhard Nehmer Jochen Babock Bernhard Germeshausen Hans-Jürgen Gerhardt  | Zwitserland Erich Schärer Ulrich Bächli Tony Rüegg Hans-Jörg Trachsel                                                                            | Duitse Democratische Republiek Horst Schönau Horst Bernhardt Andreas Kirchner Bogdan Musiol                                                         |
| 1980 | Sankt Moritz      | Zwitserland Erich Schärer Ulrich Bächli Ruedi Marti Josef Benz                                           | Zwitserland Peter Schärer Max Rüegg Tony Rüegg Hans-Jörg Trachsel                                                                                | Zwitserland Hans Hiltebrand Ulrich Schindler Walter Rahm Armin Baumgartner                                                                          |
| 1981 | Igls              | Duitse Democratische Republiek Bernhard Germeshausen Matthias Trübner Henry Gerlach Hans-Jürgen Gerhardt | Duitse Democratische Republiek Horst Schönau Detlef Richter Dietmar Jerke Andreas Kirchner                                                       | Duitse Democratische Republiek Bernhard Lehmann Bogdan Musiol Roland Wetzig Eberhard Weise                                                          |
| 1982 | Cortina d'Ampezzo | Zwitserland Ralph Pichler Kurt Ott Urs Leuthold Klaus                                                    | Duitse Democratische Republiek Detlef Richter Michael Richter Thomas Forch Dietmar Jerke                                                         | Oostenrijk Walter Delle Karth jr. Günter Krispel Johann Lindner Ferdinand Grössing                                                                  |
| 1983 | Sarajevo          | Zwitserland Ekkehard Fasser Kurt Poletti Hans Märcy Rolf Strittmatter                                    | Duitse Democratische Republiek Bernhard Lehmann Bogdan Musiol Ingo Voge Eberhard Weise                                                           | Zwitserland Silvio Giobellina Urs Salzmann Heinz Stettler Rico Freiermuth                                                                           |
| 1984 | Igls              | Zwitserland Silvio Giobellina Heinz Stettler Urs Salzmann Rico Freiermuth                                | Duitse Democratische Republiek Detlef Richter Thomas Forch Matthias Legler Dietmar Jerke                                                         | Zwitserland Ekkehard Fasser Hans Märcy Kurt Poletti Rolf Strittmatter                                                                               |
| 1985 | Sankt Moritz      | Zwitserland Silvio Giobellina Heinz Stettler Urs Salzmann Rico Freiermuth                                | Duitse Democratische Republiek Wolfgang Hoppe Roland Wetzig Ingo Voge Dietmar Schauerhammer                                                      | Zwitserland Hans Hiltebrand Urs Leuthold Kurt Ott Meinhard Müller                                                                                   |
| 1986 | Igls              | Zwitserland Hans Hiltebrand Kurt Meier Erwin Fassbind André Kisser                                       | Duitse Democratische Republiek Bernhard Lehmann Matthias Trübner Ingo Voge Bogdan Musiol                                                         | Oostenrijk Peter Kienast Franz Siegl Gerhard Redl Christian Mark                                                                                    |
| 1987 | Cervinia          | Duitse Democratische Republiek Wolfgang Hoppe Dietmar Schauerhammer Roland Wetzig Bogdan Musiol          | Zwitserland Ralph Pichler Heinrich Notter Edgar Dietsche Celest Poltera                                                                          | Zwitserland Ekkehard Fasser Kurt Meier Werner Stocker Rolf Strittmatter                                                                             |
| 1988 | Sarajevo          | West-Duitsland Christian Schebitz Uwe Höring Gerhard Oechsle Leroy Hieber                                | Duitse Democratische Republiek Volker Dietrich René Hannemann Torsten Körner Axel Kühn                                                           | Zwitserland Silvio Giobellina Curdin Morell Urs Salzmann Celest Poltera                                                                             |
| 1989 | Winterberg        | Oostenrijk Ingo Appelt Harald Winkler Gerhard Redl Jürgen Mandl                                          | Duitse Democratische Republiek Harald Czudaj Tino Bonk Karsten Brannasch Peter Förster                                                           | Oostenrijk Peter Kienast Thomas Schroll Franz Siegl Kurt Teigl                                                                                      |
| 1990 | Igls              | Oostenrijk Peter Kienast Thomas Schroll Martin Riedl Johann Lindner                                      | Oostenrijk Ingo Appelt Gerhard Redl Jürgen Mandl Harald Winkler                                                                                  | Zwitserland Gustav Weder Bruno Gerber Lorenz Schindelholz Curdin Morell                                                                             |
| 1991 | Cervinia          | Zwitserland Gustav Weder Bruno Gerber Lorenz Schindelholz Curdin Morell                                  | Duitsland Dirk Wiese Thorsten Wölm Oliver Rogge Olaf Hampel                                                                                      | Duitsland Volker Dietrich Sven Rühr Frank Jacob Thomas Rex                                                                                          |
| 1992 | Königssee         | Duitsland Harald Czudaj Tino Bonk Axel Jang Alexander Szelig                                             | Oostenrijk Hubert Schösser Hannes Conti Martin Riedl Gerhard Haidacher                                                                           | Roemenië Paul Neagu Laurenţiu Budur László Hodos Costel Petrariu                                                                                    |
| 1993 | Sankt Moritz      | Zwitserland Gustav Weder Donat Acklin Kurt Meier Domenico Semeraro                                       | Duitsland Dirk Wiese Christoph Bartsch Oliver Rogge Wolfgang Haupt                                                                               | Oostenrijk Hubert Schösser Gerhard Redl Harald Winkler Gerhard Haidacher                                                                            |
| 1994 | La Plagne         | Italië Günther Huber Antonio Tartaglia Stefano Ticci Mirko Ruggiero                                      | Verenigd Koninkrijk Mark Tout George Farell Jason Wing Lenny Paul                                                                                | Duitsland Dirk Wiese Christoph Bartsch Michael Liekmeier Wolfgang Haupt                                                                             |
| 1995 | Altenberg         | Duitsland Wolfgang Hoppe Ulf Hielscher René Hannemann Carsten Embach                                     | Oostenrijk Hubert Schösser Gerhard Redl Thomas Schroll Martin Schützenauer                                                                       | Duitsland Harald Czudaj Karsten Brannasch Alexander Szelig Udo Lehmann                                                                              |
| 1996 | Sankt Moritz      | Duitsland Christoph Langen Sven Rühr Markus Zimmermann Olaf Hampel                                       | Duitsland Wolfgang Hoppe Torsten Voss Sven Peter Carsten Embach                                                                                  | Zwitserland Marcel Rohner Markus Wasser Thomas Schreiber Roland Tanner                                                                              |
| 1997 | Königssee         | Zwitserland Reto Götschi Guido Acklin Daniel Giger Beat Seitz                                            | Zwitserland Marcel Rohner Markus Nüssli Thomas Schreiber Roland Tanner                                                                           | Duitsland Dirk Wiese Christoph Bartsch Torsten Voss Michael Liekmeier                                                                               |
| 1998 | Igls              | Duitsland Harald Czudaj Torsten Voss Steffen Görmer Alexander Szelig                                     | Oostenrijk Hubert Schösser Peter Leismüller Erwin Arnold Martin Schützenauer                                                                     | Duitsland Christoph Langen Markus Zimmermann Kai-Uwe Kohlert Olaf Hampel                                                                            |
| 1999 | Winterberg        | Duitsland Christoph Langen Markus Zimmermann Thomas Platzer Sven Rühr                                    | Zwitserland Marcel Rohner Markus Nüssli Beat Hefti Silvio Schaufelberger                                                                         | Duitsland Harald Czudaj Torsten Voss Udo Lehmann Carsten Embach Oostenrijk Wolfgang Stampfer Jochen Buck Erwin Arnold Martin Schützenauer           |
| 2000 | Cortina d'Ampezzo | Frankrijk Bruno Mingeon Emmanuel Hostache Christophe Fouquet Max Robert                                  | Letland Sandis Prūsis Mārcis Rullis Matis Zacmanis Jānis Ozols                                                                                   | Duitsland Christoph Langen Sven Rühr Thomas Patzer Jörg Treffer                                                                                     |
| 2001 | Königssee         | Duitsland Matthias Benesch Torsten Voss Udo Lehmann Alexander Szelig                                     | Duitsland Christoph Langen Markus Zimmermann Sven Peter Alexander Metzger                                                                        | Duitsland André Lange Lars Behrendt René Hoppe Carsten Embach                                                                                       |
| 2002 | Cortina d'Ampezzo | Duitsland André Lange Enrico Kühn Kevin Kuske Carsten Embach                                             | Frankrijk Bruno Mingeon Eric Le Chanony Christophe Fouquet Max Robert                                                                            | Duitsland Matthias Benesch Torsten Voss Udo Lehmann Alexander Szelig                                                                                |
| 2003 | Winterberg        | Letland Sandis Prūsis Jānis Silarājs Mārcis Rullis Jānis Ozols                                           | Duitsland André Lange René Hoppe Enrico Kühn Carsten Embach                                                                                      | Zwitserland Martin Annen Urs Aeberhard Silvio Schaufelberger Cédric Grand                                                                           |
| 2004 | Sankt Moritz      | Duitsland André Lange Udo Lehmann Kevin Kuske René Hoppe                                                 | Zwitserland Ivo Rüegg Ali Dincer Beat Hefti Christian Aebli                                                                                      | Duitsland Christoph Langen Markus Zimmermann Enrico Kühn Alexander Metzger                                                                          |
| 2005 | Altenberg         | Rusland Aleksandr Zoebkov Aleksej Selivjorstov Sergey Golubev Dmitry Stepushkin                          | Duitsland André Lange René Hoppe Thomas Pöge Martin Putze                                                                                        | Duitsland Matthias Höpfner Marc Kühne Andreas Barucha Stefan Barucha                                                                                |
| 2006 | Sankt Moritz      | Zwitserland Martin Annen Thomas Lamparter Beat Hefti Cédric Grand                                        | Duitsland André Lange René Hoppe Kevin Kuske Martin Putze                                                                                        | Rusland Aleksandr Zoebkov Sergey Golubev Aleksej Selivjorstov Dmitry Stepushkin                                                                     |
| 2007 | Cortina d'Ampezzo | Duitsland André Lange Alexander Rödiger Kevin Kuske Martin Putze                                         | Rusland Jevgeni Popov Roman Oreshnikov Dmitry Trunenkov Dmitry Stepushkin                                                                        | Zwitserland Ivo Rüegg Roman Handschin Thomas Lamparter Cédric Grand                                                                                 |
| 2008 | Cesena            | Letland Jānis Miņins Daumants Dreiškens Oskars Melbārdis Intars Dambis                                   | Zwitserland Martin Galliker Jürg Egger Olexander Streltsov Patrick Blöchliger                                                                    | Duitsland André Lange René Hoppe Kevin Kuske Martin Putze                                                                                           |
| 2009 | Sankt Moritz      | Rusland Aleksandr Zoebkov Roman Oreshnikov Dmitry Trunenkov Dmitry Stepushkin                            | Duitsland Thomas Florschütz Marc Kühne Andreas Barucha Alexander Metzger                                                                         | Duitsland Karl Angerer Andreas Udvari Thomas Pöge Gregor Bermbach                                                                                   |
| 2010 | Igls              | Duitsland André Lange René Hoppe Kevin Kuske Martin Putze                                                | Zwitserland Ivo Rüegg Roman Handschin Cédric Grand Thomas Lamparter                                                                              | Duitsland Thomas Florschütz Ronny Listner Richard Adjei Andreas Barucha                                                                             |
| 2011 | Winterberg        | Duitsland Manuel Machata Richard Adjei Andreas Bredau Florian Becke                                      | Duitsland Thomas Florschütz Ronny Listner Kevin Kuske Andreas Barucha Rusland Aleksandr Zoebkov Filipp Jegorov Dmitry Trunenkov Nikolay Khrenkov | niet uitgereikt |
| 2012 | Altenberg         | Duitsland Maximilian Arndt Alexander Rödiger Marko Hübenbecker Martin Putze                              | Rusland Aleksandr Zoebkov Filipp Jegorov Dmitry Trunenkov Nikolay Khrenkov                                                                       | Duitsland Thomas Florschütz Ronny Listner Kevin Kuske Thomas Blaschek                                                                               |
| 2013 | Igls              | Duitsland Maximilian Arndt Alexander Rödiger Marko Hübenbecker Martin Putze                              | Zwitserland Beat Hefti Alex Baumann Thomas Lamparter Juerg Egger                                                                                 | Duitsland Thomas Florschütz Andreas Bredau Kevin Kuske Thomas Blaschek                                                                              |
| 2014 | Königssee         | Zwitserland Beat Hefti Alex Baumann Thomas Amrhein Juerg Egger                                           | Verenigd Koninkrijk John James Jackson Stuart Benson Bruce Tasker Joel Fearon                                                                    | Duitsland Francesco Friedrich Alex Mann Gregor Bermbach Thorsten Margis                                                                             |
| 2015 | La Plagne         | Letland Oskars Melbārdis Daumants Dreiškens Arvis Vilkaste Jānis Strenga                                 | Rusland Alexander Kasjanov Ilvir Huzin Aleksei Pushkarev Aleksey Zaytsev                                                                         | Duitsland Francesco Friedrich Candy Bauer Martin Grothkopp Thorsten Margis                                                                          |
| 2016 | Sankt Moritz      | Duitsland Maximilian Arndt Kevin Korona Martin Putze Ben Heber                                           | Oostenrijk Benjamin Maier Marco Rangl Markus Sammer Dănuț Moldovan                                                                               | Letland Oskars Melbārdis Daumants Dreiškens Arvis Vilkaste Jānis Strenga                                                                            |
| 2017 | Winterberg        | Duitsland Johannes Lochner Sebastian Mrowka Joshua Bluhm Christian Rasp                                  | Duitsland Nico Walther Kevin Kuske Kevin Korona Eric Franke                                                                                      | Oostenrijk Benjamin Maier Stefan Laussegger Markus Sammer Dănuț Moldovan                                                                            |
| 2018 | Igls              | Duitsland Johannes Lochner Marc Rademacher Joshua Bluhm Christian Rasp                                   | Duitsland Francesco Friedrich Candy Bauer Martin Grothkopp Thorsten Margis                                                                       | Letland Oskars Melbārdis Daumants Dreiškens Helvijs Lūsis Jānis Strenga                                                                             |
| 2019 | Königssee         | Duitsland Johannes Lochner Florian Bauer Marc Rademacher Christian Rasp                                  | Letland Oskars Melbārdis Matīss Miknis Arvis Vilkaste Jānis Strenga                                                                              | Duitsland Francesco Friedrich Candy Bauer Martin Grothkopp Alexander Schüller                                                                       |
| 2020 | Winterberg        | Duitsland Johannes Lochner Florian Bauer Christopher Weber Christian Rasp                                | Duitsland Francesco Friedrich Candy Bauer Alexander Schüller Thorsten Margis                                                                     | Duitsland Nico Walther Paul Krenz Kevin Korona Eric Franke                                                                                          |
| 2021 | Winterberg        | Duitsland Francesco Friedrich Alexander Schüller Thorsten Margis Candy Bauer                             | Oostenrijk Benjamin Maier Markus Sammer Kristian Huber Sascha Stepan                                                                             | Rusland Rostislav Gaitiukevich Mikhail Mordasov Ruslan Samitov Ilya Malykh                                                                          |
| 2022 | Sankt Moritz      | Letland Oskars Ķibermanis Edgars Nemme Matīss Miknis Davis Springis                                      | Duitsland Francesco Friedrich Alexander Rödiger Martin Grothkopp Alexander Schüller                                                              | Rusland Rostislav Gajtjoekevitsj Michail Mordazov Aleksej Laptev Pavel Travkin                                                                      |
| 2023 | Altenberg         | Verenigd Koninkrijk Brad Hall Greg Cackett Taylor Lawrence Arran Gulliver                                | Duitsland Francesco Friedrich Candy Bauer Thorsten Margis Felix Straub                                                                           | Zwitserland Michael Vogt Alain Knuser Sandro Michel Cyril Bieri                                                                                     |
| 2024 | Igls              | Duitsland Francesco Friedrich Candy Bauer Alexander Schüller Felix Straub                                | Duitsland Johannes Lochner Erec Bruckert Joshua Tasche Georg Fleischhauer                                                                        | Letland Emīls Cipulis Dāvis Spriņģis Matīss Miknis Krists Lindenblats                                                                               |
| 2025 | Lillehammer       | Duitsland Johannes Lochner Florian Bauer Jörn Wenzel Georg Fleischhauer                                  | Duitsland Francesco Friedrich Matthias Sommer Alexander Schüller Felix Straub                                                                    | Verenigd Koninkrijk Brad Hall Taylor Lawrence Arran Gulliver Leon Greenwood Zwitserland Michael Vogt Gregory Jones Andreas Haas Amadou David Ndiaye |

#### Medaillespiegel
| #      | Land                           | Goud | Zilver | Brons | Totaal |
| ------ | ------------------------------ | ---- | ------ | ----- | ------ |
| 01     | Duitsland                      | 21   | 16     | 20    | 057    |
| 02     | Zwitserland                    | 13   | 10     | 14    | 037    |
| 03     | West-Duitsland                 | 04   | 03     | 03    | 010    |
| 04     | Duitse Democratische Republiek | 03   | 09     | 03    | 015    |
| 05     | Letland                        | 04   | 02     | 03    | 009    |
| 06     | Oostenrijk                     | 03   | 07     | 07    | 017    |
| 07     | Rusland                        | 02   | 04     | 03    | 009    |
| 08     | Roemenië                       | 02   | 02     | 02    | 006    |
| 09     | Italië                         | 02   | 0      | 0     | 002    |
| 10     | Verenigd Koninkrijk            | 01   | 02     | 02    | 005    |
| 11     | Frankrijk                      | 01   | 01     | 0     | 002    |
| 12     | Spanje                         | 0    | 01     | 0     | 001    |
| Totaal | Totaal                         | 56   | 57     | 57    | 170    |

### Monobob (v)
| Jaar | Locatie      | Goud            | Zilver         | Brons             |
| ---- | ------------ | --------------- | -------------- | ----------------- |
| 2022 | Sankt Moritz | Mariama Jamanka | Laura Nolte    | Nadezhda Sergeeva |
| 2023 | Altenberg    | Laura Nolte     | Andreea Grecu  | Kim Kalicki       |
| 2024 | Sigulda      | Lisa Buckwitz   | Andreea Grecu  | Laura Nolte       |
| 2025 | Lillehammer  | Laura Nolte     | Melanie Hasler | Lisa Buckwitz     |

#### Medaillespiegel
| #      | Land        | Goud | Zilver | Brons | Totaal |
| ------ | ----------- | ---- | ------ | ----- | ------ |
| 01     | Duitsland   | 04   | 01     | 03    | 08     |
| 02     | Roemenië    | 0    | 02     | 0     | 02     |
| 03     | Zwitserland | 0    | 01     | 0     | 01     |
| 04     | Rusland     | 0    | 0      | 01    | 01     |
| Totaal | Totaal      | 4    | 4      | 4     | 12     |

### Tweemansbob (v)
| Jaar | Locatie           | Goud                                             | Zilver                                                 | Brons                                                                              |
| ---- | ----------------- | ------------------------------------------------ | ------------------------------------------------------ | ---------------------------------------------------------------------------------- |
| 2004 | Sigulda           | Duitsland Cathleen Martini Sandra Germain        | Duitsland Claudia Schramm Nicole Herschmann            | Zwitserland Françoise Burdet Karin Hagmann                                         |
| 2005 | Altenberg         | Duitsland Cathleen Martini Janine Tischer        | Duitsland Sandra Kiriasis Anja Schneiderheinze         | Nederland Ilse Broeders Jeanette Pennings                                          |
| 2006 | Sankt Moritz      | Duitsland Sandra Kiriasis Anja Schneiderheinze   | Italië Gerda Weissensteiner Jennifer Isacco            | Duitsland Susi Erdmann Anne Dietrich                                               |
| 2007 | Cortina d'Ampezzo | Duitsland Sandra Kiriasis Romy Logsch            | Duitsland Cathleen Martini Janine Tischer              | Italië Jessica Gillarduzzi Fabiana Mollica                                         |
| 2008 | Cesena            | Duitsland Sandra Kiriasis Berit Wiacker          | Duitsland Cathleen Martini Janine Tischer              | Zwitserland Maya Bamert Anne Dietrich                                              |
| 2009 | Sankt Moritz      | Duitsland Sandra Kiriasis Berit Wiacker          | Duitsland Cathleen Martini Janine Tischer              | Verenigd Koninkrijk Nicola Minichiello Gillian Cooke                               |
| 2010 | Igls              | Duitsland Cathleen Martini Romy Logsch           | Zwitserland Sabina Hafner Hannelore Schenk             | Duitsland Sandra Kiriasis Christin Senkel                                          |
| 2011 | Winterberg        | Duitsland Sandra Kiriasis Berit Wiacker          | Duitsland Anja Schneiderheinze-Stöckel Christin Senkel | Nederland Esme Kamphuis Judith Vis                                                 |
| 2012 | Altenberg         | Duitsland Cathleen Martini Janine Tischer        | Duitsland Sandra Kiriasis Petra Lammert                | Zwitserland Fabienne Meyer Hannelore Schenk                                        |
| 2013 | Igls              | Duitsland Sandra Kiriasis Franziska Bertels      | Duitsland Anja Schneiderheinze-Stöckel Lisette Thoene  | Duitsland Cathleen Martini Stephanie Schneider                                     |
| 2014 | Königssee         | Zwitserland Fabienne Meyer Tanja Mayer           | Duitsland Sandra Kiriasis Franziska Fritz              | Nederland Esme Kamphuis Judith Vis                                                 |
| 2015 | La Plagne         | Duitsland Anja Schneiderheinze Franziska Bertels | Duitsland Cathleen Martini Stephanie Schneider         | Duitsland Stefanie Szczurek Erline Nolte                                           |
| 2016 | Sankt Moritz      | Duitsland Anja Schneiderheinze Annika Drazek     | België Elfje Willemsen Sophie Vercruyssen              | Duitsland Stephanie Schneider Lisa Marie Buckwitz                                  |
| 2017 | Winterberg        | Duitsland Mariama Jamanka Annika Drazek          | Rusland Nadezhda Sergeeva Anastasia Kocherzhova        | Oostenrijk Christina Hengster Jennifer Onasanya                                    |
| 2018 | Igls              | Duitsland Stephanie Schneider Annika Drazek      | Duitsland Mariama Jamanka Lisa Marie Buckwitz          | Duitsland Anna Köhler Ann-Christin Strack                                          |
| 2019 | Königssee         | Duitsland Mariama Jamanka Annika Drazek          | Duitsland Stephanie Schneider Ann-Christin Strack      | Oostenrijk Katrin Beierl Jennifer Onasanya                                         |
| 2020 | Sigulda           | Rusland Nadezhda Sergeeva Elena Mamedova         | Roemenië Andreea Grecu Ioana Gheorghe                  | Duitsland Stephanie Schneider Lisette Thöne                                        |
| 2021 | Winterberg        | Duitsland Laura Nolte Deborah Levi               | Duitsland Kim Kalicki Ann-Christin Strack              | Duitsland Mariama Jamanka Leonie Fiebig Oostenrijk Katrin Beierl Jennifer Onasanya |
| 2022 | Sankt Moritz      | Duitsland Kim Kalicki Lisa Buckwitz              | Duitsland Mariama Jamanka Kira Lipperheide             | Duitsland Laura Nolte Deborah Levi                                                 |
| 2023 | Altenberg         | Duitsland Laura Nolte Neele Schuten              | Zwitserland Melanie Hasler Nadja Pasternack            | Duitsland Kim Kalicki Anabel Galander                                              |
| 2024 | Sigulda           | Duitsland Laura Nolte Neele Schuten              | Duitsland Kim Kalicki Anabel Galander                  | Zwitserland Melanie Hasler Mara Morell                                             |
| 2025 | Lillehammer       | Duitsland Laura Nolte Leonie Kluwig              | Duitsland Kim Kalicki Leonie Fiebig                    | Duitsland Lisa Buckwitz Kira Lipperheide                                           |

#### Medaillespiegel
| #      | Land                | Goud | Zilver | Brons | Totaal |
| ------ | ------------------- | ---- | ------ | ----- | ------ |
| 01     | Duitsland           | 20   | 16     | 11    | 47     |
| 02     | Zwitserland         | 01   | 02     | 04    | 07     |
| 03     | Rusland             | 01   | 01     | 0     | 02     |
| 04     | Italië              | 0    | 01     | 01    | 02     |
| 05     | België              | 0    | 01     | 0     | 01     |
| 0”     | Roemenië            | 0    | 01     | 0     | 01     |
| 07     | Nederland           | 0    | 0      | 03    | 03     |
| 08     | Oostenrijk          | 0    | 0      | 03    | 03     |
| 09     | Verenigd Koninkrijk | 0    | 0      | 01    | 01     |
| Totaal | Totaal              | 22   | 22     | 23    | 67     |

## Skeleton

### Mannen
| Jaar | Locatie      | Goud                         | Zilver               | Brons                |
| ---- | ------------ | ---------------------------- | -------------------- | -------------------- |
| 1981 | Igls         | Gert Elsässer                | Christian Mark       | Antonio Morelli      |
| 1982 | Königssee    | Gert Elsässer                | Franz Kleber         | Maurizio David       |
| 1983 | Igls         | Alain Wicki                  | Gert Elsässer        | Nico Baracchi        |
| 1984 | Winterberg   | Nico Baracchi                | Andi Schmid          | Fred Martini         |
| 1985 | Sarajevo     | Nico Baracchi                | Andi Schmid          | Urs Vescoli          |
| 1986 | Sankt Moritz | Nico Baracchi                | Andi Schmid          | Erich Graf           |
| 1987 | Sarajevo     | Andi Schmid                  | Christian Auer       | Alain Wicki          |
| 1988 | Winterberg   | Alain Wicki                  | Andi Schmid          | Franz Plangger       |
|      |              |                              |                      |                      |
| 2003 | Sankt Moritz | Walter Stern                 | Gregor Stähli        | Florian Grassl       |
| 2004 | Altenberg    | Kristan Bromley              | Gregor Stähli        | Frank Kleber         |
| 2005 | Altenberg    | Kristan Bromley              | Frank Kleber         | Matthias Biedermann  |
| 2006 | Sankt Moritz | Gregor Stähli                | Frank Rommel         | Markus Penz          |
| 2007 | Königssee    | Alexander Tretiakov          | Markus Penz          | Tomass Dukurs        |
| 2008 | Cesana       | Kristan Bromley              | Sebastian Haupt      | Adam Pengilly        |
| 2009 | Sankt Moritz | Frank Rommel                 | Kristan Bromley      | Gregor Stähli        |
| 2010 | Igls         | Martins Dukurs               | Frank Rommel         | Alexander Tretiakov  |
| 2011 | Winterberg   | Martins Dukurs               | Sergey Chudinov      | Alexander Tretiakov  |
| 2012 | Altenberg    | Martins Dukurs               | Tomass Dukurs        | Alexander Kröckel    |
| 2013 | Igls         | Martins Dukurs               | Alexander Tretiakov  | Tomass Dukurs        |
| 2014 | Königssee    | Martins Dukurs               | Tomass Dukurs        | Frank Rommel         |
| 2015 | La Plagne    | Martins Dukurs               | Alexander Tretiakov  | Tomass Dukurs        |
| 2016 | Sankt Moritz | Martins Dukurs Tomass Dukurs | niet uitgereikt      | Nikita Tregoebov     |
| 2017 | Winterberg   | Martins Dukurs               | Tomass Dukurs        | Alexander Tretiakov  |
| 2018 | Igls         | Martins Dukurs               | Nikita Tregoebov     | Axel Jungk           |
| 2019 | Igls         | Martins Dukurs               | Axel Jungk           | Alexander Tretiakov  |
| 2020 | Sigulda      | Martins Dukurs               | Tomass Dukurs        | Felix Keisinger      |
| 2021 | Winterberg   | Alexander Tretiakov          | Martins Dukurs       | Alexander Gassner    |
| 2022 | Sankt Moritz | Martins Dukurs               | Alexander Gassner    | Christopher Grotheer |
| 2023 | Altenberg    | Matt Weston                  | Christopher Grotheer | Axel Jungk           |
| 2024 | Sigulda      | Marcus Wyatt                 | Matt Weston          | Felix Keisinger      |
| 2025 | Lillehammer  | Samuel Maier                 | Marcus Wyatt         | Axel Jungk           |

#### Medaillespiegel
| #      | Land                | Goud | Zilver | Brons | Totaal |
| ------ | ------------------- | ---- | ------ | ----- | ------ |
| 01     | Letland             | 13   | 05     | 03    | 21     |
| 02     | Zwitserland         | 06   | 02     | 05    | 13     |
| 03     | Oostenrijk          | 05   | 08     | 03    | 16     |
| 04     | Verenigd Koninkrijk | 05   | 03     | 01    | 09     |
| 05     | Rusland             | 02   | 04     | 05    | 11     |
| 06     | Duitsland           | 01   | 07     | 12    | 20     |
| 07     | West-Duitsland      | 0    | 01     | 0     | 01     |
| 08     | Italië              | 0    | 0      | 02    | 02     |
| Totaal | Totaal              | 32   | 30     | 31    | 93     |

### Vrouwen
| Jaar | Locatie      | Goud                | Zilver              | Brons                     |
| ---- | ------------ | ------------------- | ------------------- | ------------------------- |
| 2003 | Sankt Moritz | Monique Riekewald   | Diana Sartor        | Tanja Morel               |
| 2004 | Altenberg    | Diana Sartor        | Kerstin Jürgens     | Steffi Jacob              |
| 2005 | Altenberg    | Kerstin Jürgens     | Maya Pedersen-Bieri | Diana Sartor              |
| 2006 | Sankt Moritz | Maya Pedersen-Bieri | Shelley Rudman      | Tanja Morel               |
| 2007 | Königssee    | Anja Huber          | Maya Pedersen-Bieri | Monika Wołowiec           |
| 2008 | Cesana       | Anja Huber          | Svetlana Trunova    | Kerstin Jürgens           |
| 2009 | Sankt Moritz | Shelley Rudman      | Marion Trott        | Maya Pedersen-Bieri       |
| 2010 | Igls         | Anja Huber          | Kerstin Szymkowiak  | Shelley Rudman            |
| 2011 | Winterberg   | Shelley Rudman      | Anja Huber          | Amy Williams              |
| 2012 | Altenberg    | Anja Huber          | Katharina Heinz     | Shelley Rudman            |
| 2013 | Igls         | Jelena Nikitina     | Maria Orlova        | Janine Flock              |
| 2014 | Königssee    | Janine Flock        | Shelley Rudman      | Sophia Griebel Anja Huber |
| 2015 | Igls         | Lizzy Yarnold       | Janine Flock        | Rose McGrandle            |
| 2016 | Sankt Moritz | Janine Flock        | Tina Hermann        | Marina Gilardoni          |
| 2017 | Winterberg   | Jacqueline Lölling  | Janine Flock        | Tina Hermann              |
| 2018 | Igls         | Jelena Nikitina     | Jacqueline Lölling  | Janine Flock              |
| 2019 | Igls         | Janine Flock        | Jelena Nikitina     | Jacqueline Lölling        |
| 2020 | Sigulda      | Jelena Nikitina     | Marina Gilardoni    | Janine Flock              |
| 2021 | Winterberg   | Jelena Nikitina     | Tina Hermann        | Janine Flock              |
| 2022 | Sankt Moritz | Kimberley Bos       | Janine Flock        | Valentina Margaglio       |
| 2023 | Altenberg    | Tina Hermann        | Janine Flock        | Susanne Kreher            |
| 2024 | Sigulda      | Kim Meylemans       | Hannah Neise        | Amelia Coltman            |
| 2025 | Lillehammer  | Janine Flock        | Amelia Coltman      | Kimberley Bos             |

#### Medaillespiegel
| #      | Land                | Goud | Zilver | Brons | Totaal |
| ------ | ------------------- | ---- | ------ | ----- | ------ |
| 01     | Duitsland           | 09   | 10     | 08    | 27     |
| 02     | Rusland             | 04   | 03     | 0     | 07     |
| 03     | Oostenrijk          | 04   | 04     | 04    | 12     |
| 04     | Verenigd Koninkrijk | 03   | 03     | 05    | 11     |
| 05     | Zwitserland         | 01   | 03     | 04    | 08     |
| 06     | België              | 01   | 0      | 0     | 01     |
| 06     | Nederland           | 01   | 0      | 01    | 02     |
| 08     | Italië              | 0    | 0      | 01    | 01     |
| 08     | Polen               | 0    | 0      | 01    | 01     |
| Totaal | Totaal              | 23   | 23     | 24    | 70     |